# Lightning Lass
Ayla Ranzz, conocida originalmente como Lightning Lass (también conocida como Light Lass y Spark) es un personaje que aparece en medios publicados por DC Comics. Es miembro de la Legión de Super-Héroes en los siglos 30 y 31, así como la hermana de Garth Ranzz y Lightning Lord.
Ha habido tres versiones de Ayla desde su debut original; estas versiones están separadas por los eventos de las series limitadas Hora Cero e Crisis infinita.

## Biografía ficticia

### Edad de Plata
Ayla Ranzz (del planeta Winath, donde los gemelos son normales) apareció por primera vez en Adventure Comics #308, (mayo de 1963). Ella es la hermana gemela del compañero legionario Garth (Lightning Lad) y la hermana menor del villano Mekt (Lightning Lord). Los tres obtuvieron sus poderes relámpago después de ser atacados por criaturas llamadas bestias relámpago en el "mundo relámpago" de Korbal. Originalmente se unió a la Legión disfrazada de su hermano Lightning Lad, afirmando ser su hermano que había regresado de entre los muertos, después de la aparente muerte de Lightning Lad a manos de Zaryan. Pronto se descubrió que era una impostora, pero fue admitida en la Legión como Lightning Lass.
Durante muchos años se la llamó Light Lass, después de que Dream Girl usara la ciencia de su mundo natal Naltor para cambiar los poderes de rayo de Ayla con la capacidad de hacer que los objetos sean súper livianos o poderes anti-gravedad (los poderes de Light Lass se explicaron en ambos sentidos sobre los años).
Años más tarde, Ayla dejó la Legión por un tiempo, desilusionada con su carrera en la Legión y habiendo terminado un largo romance con su compañero legionario Timber Wolf. Ella rompió con él luego de un malentendido cuando vio a Timber Wolf abrazando a su cuñada Saturn Girl cuando ambos quedaron varados en un asteroide congelado. Finalmente, al regresar a Winath, Ayla fue secuestrada por su hermano Lightning Lord y una facción de la Legión de Super-Villanos. Cuando Ayla se negó a unirse a ellos, su hermano trató de matarla enviándole millones de voltios de electricidad a través de su cuerpo. Sin embargo, Ayla sobrevivió y descubrió que sus poderes de rayos originales habían sido restaurados. Después de que el LSV fuera derrotado, se reincorporó a la Legión como Lightning Lass.
Durante la historia de "Cinco años después", se reveló que Ayla había entablado una relación homosexual a largo plazo con Shrinking Violet.
Durante la "Brecha de cinco años" que siguió a las Guerras Mágicas, la Tierra cayó bajo el control encubierto de los Dominadores y se retiró de los Planetas Unidos. Unos años más tarde, los miembros del altamente clasificado "Batch SW6" de los Dominators escaparon del cautiverio. Originalmente, Batch SW6 parecía ser un grupo de clones legionarios adolescentes, creados a partir de muestras aparentemente tomadas justo antes de la muerte de Ferro Lad a manos del Sun-Eater. Más tarde, se reveló que eran duplicados de la paradoja del tiempo, tan legítimos como sus homólogos más antiguos. Después de que la Tierra fuera destruida en un desastre que recuerda la destrucción de Krypton más de un milenio antes, unas pocas docenas de ciudades supervivientes y sus habitantes reconstituyeron su mundo como Nueva Tierra. Los legionarios SW6 permanecieron, y su versión de Ayla Ranzz (que posee los poderes de Light Lass) asumió el nombre en clave Gossamer.

### Post-Hora Cero (Spark)
Ayla, conocida como Spark, originalmente se unió a la Legión como reemplazo de su hermano gemelo Live Wire, ya que su planeta Winath decidió elegirla a ella en lugar de a Garth, quien había sido clasificado como fugitivo. Finalmente, se levantó la restricción de "un miembro por planeta" y se reincorporó.
Ella fue uno de los miembros de la Legión varado en el siglo XXI por un tiempo como resultado de las maquinaciones del Ojo Esmeralda. Su equipo ayudó a los superhéroes modernos durante la crisis de La noche final, donde el sol de la Tierra estaba siendo devorado lentamente. Spark proporciona personalmente la electricidad a las instalaciones de Warriors de Guy Gardner cuando se cortó la energía mientras se usaba como hospital. Algún tiempo después de que se restableciera el sol, ella viaja a la Fuente, que reemplaza sus poderes eléctricos con poderes antigravedad (aunque no cambió su nombre en clave). Sin embargo, al regresar a su siglo 31 natal y reunirse con su hermano, comenzó a experimentar dolores de cabeza debilitantes cuando usaba sus poderes; los dolores de cabeza fueron diagnosticados como psicosomáticos. Aparentemente, ella no podía soportar tener poderes diferentes a los de su hermano. En un intento desesperado por restaurar sus antiguos poderes, regresó a Korbal, el planeta donde ella y sus hermanos obtuvieron originalmente sus poderes después de ser sorprendidos por un "Lightning Beast" (que, en ese momento, los había dejado en coma durante meses). Sin embargo, su estructura genética alterada la dejó incapaz de soportar otra explosión y fue asesinada. Poco después llegaron su hermano y algunos de sus compañeros, que la habían seguido. Con dolor, Garth lanzó una gran explosión que la revivió temporalmente, y el Doctor Gym'll teorizó que una explosión mayor podría revivirla adecuadamente y restaurar sus poderes eléctricos. Al canalizar una gran cantidad de electricidad atmosférica, Garth tuvo éxito. Poco después, se asoció sentimentalmente con su compañero Legionario Chameleon, quien estaba enamorado de ella desde hace mucho tiempo.
Más tarde, la Legión se disolvió después de la aparente muerte de varios de sus compañeros de equipo (incluidos su hermano y Chameleon) y ella regresó a Winath. Cuando estos compañeros de equipo regresaron, Garth no estaba entre ellos, aparentemente se sacrificó para que el resto pudiera regresar a casa. Después de que Chameleon le dio esta noticia, aparentemente no reanudó su relación con él. Ella tomó brevemente el nombre de Live Wire después de esto, pero poco antes de su regreso, el segundo Kid Quantum la convenció de que sería mejor honrar a su hermano siendo ella misma.

### Threeboot (Light Lass)
Después de otro reinicio de la continuidad de Legion, Ayla Ranzz vuelve a llamarse Light Lass y tiene poderes para anular la gravedad. En Supergirl and the Legion of Super-Heroes # 26, se revela que ella, al igual que sus hermanos, había obtenido previamente poderes de rayos después del accidente en Korbal antes de que otro accidente no especificado le diera poderes gravitacionales.
Light Lass tenía la reputación de ser la "chica fiestera" de la Legión, y tenía relaciones con Ultra Boy, Timber Wolf y Sun Boy, así como una aventura de una noche con Karate Kid. Brainiac 5 comentó que le resulta agravante que la capacidad de negar una de las fuerzas fundamentales esté en manos de alguien que trata las cosas con tanta ligereza. Sin embargo, se ha demostrado que se toma algunas cosas en serio, sobre todo cuando trata con su hermano Mekt.
Ayla asumió un papel muy serio y activo al ayudar a su hermano Garth cuando se convirtió en líder de la Legión tras el regreso de Supergirl a su época. Ayla también ayudó a Brainiac 5 y Star Boy a estabilizar la gravedad después de que apareciera un planeta intruso en el sistema solar.

### Post-Infinite Crisis - Regreso del Lightning Lass original
Los eventos de la miniserie Crisis Infinita restauraron un análogo cercano de la Legión Pre-Crisis a la continuidad, como se ve en el arco argumental "The Lightning Saga" en Justice League of America y Justice Society of America, y en el arco de la historia de "Superman and the Legion of Super-Heroes" en Action Comics, Ayla Ranzz está incluida en la Legión, que posee sus poderes originales como Lightning Lass.
En Lightning Saga, inicialmente se dio a entender que Timber Wolf la supuso muerta, quien dijo "Ya voy, Ayla" cuando estaba a punto de sacrificar su vida. Más tarde se reveló que los dos se han reconciliado y están nuevamente en una relación romántica. Aparece en el arco de Superman and the Legion of Super-Heroes, sirviendo como fuente de energía para el cuartel general oculto de la Legión.
Ayla se ve a continuación en Final Crisis: Legion of 3 Worlds # 1, donde usó sus habilidades para mantener abierta la entrada a la Zona Fantasma para que sus compañeras legionarias Shadow Lass y Phantom Girl puedan rescatar a Mon-El. Ayla destruyó la máquina Zona antes de que el criminal kryptoniano Zod tuviera la oportunidad de escapar. Ella y sus contrapartes fueron utilizadas más tarde como parte de un experimento de Brainiac 5 para restaurar a Bart Allen, con Ayla y Spark proporcionando a XS cargas de rayos, y Light Lass usando sus poderes de gravedad para evitar que XS se convierta en una singularidad. Más tarde se necesita Light Lass para extraer la crisálida kryptoniana enterrada en las profundidades de la Fortaleza de la Soledad de Superman, enterrada allí hace mil años por Starman.
Más tarde, se vio a Ayla en el número 6 de la nueva serie Legion of Superheroes de Paul Levitz, donde se la mostró preparándose para irse de vacaciones con Shrinking Violet. Posteriormente se revela que las dos tienen una relación sentimental. Tras la cancelación de la serie Legion of Superheroes (y la disolución de la Legión), se representa a Ayla en Winath, pero no está claro si Shrinking Violet vive con ella allí.

## Poderes y habilidades
- Como Lightning Lass, Ayla tiene la capacidad sobrehumana de generar electricidad, generalmente en forma de rayos.
- Como Spark, Ayla tiene la capacidad de generar electricidad y dirigir rayos con precisión, a lo que comúnmente se refiere como "relámpagos". Ella poseyó brevemente la capacidad de reducir la densidad de los objetos, pero no ha mostrado signos de esto desde la restauración de sus poderes eléctricos.
- Como Light Lass en la continuidad de Threeboot, Ayla tiene el poder de controlar la gravedad.

## Equipo
Como miembro de la Legión de Super-Héroes, se le proporciona un anillo de vuelo de la Legión. Le permite volar y la protege del vacío del espacio y otros entornos peligrosos.

## Recepción
Ayla Ranzz ocupó el puesto 47 en la lista de las "100 mujeres más sexys en cómics" de Comics Buyer's Guide.

## En otros medios

### Televisión
- Lightning Lass hace un cameo en el episodio de Superman: la serie animada, "New Kids In Town".
- Ayla aparece en el episodio de Legion of Super Heroes, "Chained Lightning", con la voz de Kari Wahlgren. Esta versión, 10 años antes de los eventos de la serie, ella se transformó en un ser de energía incorpórea y se la presumió muerta durante el incidente que le dio sus poderes a sus hermanos Garth y Mekt. En el presente, Imperiex intenta usar a Ayla para alimentar un cañón de taquiones, pero Mekt y Garth trabajan juntos para restaurarla.

### Película
Lightning Lass aparece en una fotografía en Justice League vs. The Fatal Five.

### Varios
- Ayla Ranzz como Spark aparece en Adventures in the DC Universe #10.[10]
- Ayla Ranzz como Lightning Lass aparece en el one-shot comic Batman '66 Meets the Legion of Super-Heroes.[11]